# Caridina zeylanica
Caridina zeylanica е вид десетоного от семейство Atyidae. Видът не е застрашен от изчезване.

## Разпространение и местообитание
Разпространен е в Шри Ланка.
Обитава сладководни и полусолени басейни и лагуни.